# Лангур на Томас
Лангур на Томас (Presbytis thomasi) е вид бозайник от семейство Коткоподобни маймуни (Cercopithecidae). Видът е световно застрашен, със статут Уязвим.

## Разпространение
Разпространен е в Индонезия (Суматра).